# Carros (tổng)
Tổng Carros là một tổng của Pháp. Tổng này nằm ở tỉnh Alpes-Maritimes trong vùng Provence-Alpes-Côte d’Azur.

## Các đơn vị hành chính
Tổng Carros gồm các thị xã Carros, Gattières Le Broc

## Lịch sử
| Ngày bầu cử | Tên                | Đảng | Tư cách                  |
| ----------- | ------------------ | ---- | ------------------------ |
|             |                    |      |                          |
| 1988        | M. Pierre Jaboulet |      | Thị trưởng của Carros    |
| 1988        | M. Marius Papi     | PCF  | Thị trưởng của Gattières |
| 1994        | M. Marius Papi     | PCF  | Thị trưởng của Gattières |
| 2001        | M. Marius Papi     | PCF  | Thị trưởng của Gattières |
| 2008        | M. Antoine Damiani | PS   | Thị trưởng của Carros    |

## Biến động dân số
| 1882                                         | 1926 | 1962 | 1968 | 1975 | 1982 | 1990 | 1999   |
|                                              |      |      |      |      |      |      | 15 316 |
| -------------------------------------------- | ---- | ---- | ---- | ---- | ---- | ---- | ------ |
| Số liệu từ năm 1990: Dân số không tính trùng |      |      |      |      |      |      |        |